# Mycterus curculioides
Mycterus curculioides es una especie de coleóptero polífago familia Mycteridae. Es un insecto muy común en casi toda España; habita también en  Portugal, Italia, islas británicas, Hungría, Grecia, sur de Rusia y norte de África.

## Características
Mide entre 4 y 11 mm de longitud. Tiene el cuerpo marrón cubierto de pubescencia amarillenta o blanquecina. La cabeza está bastante alargada en forma de rostro lo que le da aspecto de gorgojo (superfamilia Curculionoidea), con los que no está emparentado.

## Historia natural
Las larvas se localizan bajo la corteza de pinos muertos. Los adultos surgen en primavera y verano y se localizan sobre flores, en especial de apiáceas, donde se alimentan de polen y néctar.

## Referencias

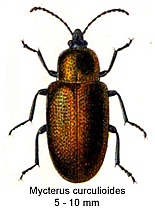
Mycterus curculioides.